# تيتانات الصوديوم
تيتانات صوديوم (بالإنجليزية: Sodium metatitanate)‏ مركب كيميائي له الصيغة Na2Ti3O7 ، ويكون على شكل بلورات بيضاء.وهو غير منحل في الماء.